# Конвенційна система
Конвенційна система — австрійська монетна система, запроваджена за реформою графа Ф. фон Гаугвітца від 7 жовтня 1750 та австро-баварською монетною конвенцією від 20 вересня 1753, до якої до 1760 приєдналися держави Південної та Західної Німеччини.
За Конвенційною системою обліковий флорин, якому як обіговій монеті відповідав срібний південнонімецький гульден, містив: два півгульдени або чвертьталери, чи чвертаки, три двадцятикрейцеровики, 3,75 сімнадцятикрейцеровика, 6 десятикрейцеровиків, 8,57 зібенера (семикрейцеровика), 12 п'ятикрейцеровиків, 20 трьохкрейцеровиків, 60 крейцерів та 120 денаріїв, карбованих за двадцятигульденовою стопою з кельнської марки срібла (233,89 г срібла). Два флорини або гульдени складали 1 талер, а 4,5 флорина (1786) — 1 дукат. Ці високоякісні монети отримали назву «конвенційні монети». Їх доповнювали мідні розмінні монети: крейцер, його 3/4 (грешль), 1/2, 1/4 (пфеніг), 1/8 (гелер). Конвенційні монети були замінені 1857 монетами австрійської валюти.